# Лазика (царство)
42°21′26″ пн. ш. 42°11′38″ сх. д. / 42.3572° пн. ш. 42.1939° сх. д.
Ла́зика, Егрисі (груз. ეგრისის სამეფო, лазс. ლაზიკა) — стародавня держава на території Грузії. Одне з перших грузинських державних утворень. Царство в IV сторіччі існувало на території сучасної Грузії, займало Колхідську низовину від річки Бзиб до сучасного поселення Шоропані. Держава була утворена древніми племенами лазів, абазгів (Абазгія), апсилів (Апсилія), сванів та мегрелів. З VI сторіччя територія Лазики була ареною воєн між Візантією та державою Сасанідів. За договором 562 року Лазика залишилася залежною від Візантії, була скасована царська влада. З кінця VIII сторіччя Лазика увійшла до складу Абхазького царства. У сучасній Грузії назва Лазика продовжує широко використовуватися як топонім.

## Історія
Падіння Колхідської державності та встановлення над нею панування Понтійського царства відкрило широку дорогу в колхідську низовину навколишнім горцям. Вторгнення йшло як із півночі, і з півдня; з півночі це були саніги, абазги та апсили, а з півдня — чанські племена, одним із яких були лази (міграція останніх була викликана мітридатовими війнами); ці племена поступово починають займати землі в Колхіді. Постійні військові дії між ними обернулися занепадом міст Колхіди: Діоскурія була залишена, Пітіунт розграбовано, колись жваві міста на Фасісі вже не існували, крім одного Суріуму.

Лазика у I ст. н.е.

Античні джерела не розповідають про подробиці утворення Лазького царства. Припускають, що ключовим чинником стала військова присутність римлян у південно-східному Причорномор'ї. Останні намагалися захистити узбережжя Понту фортецями та дружніми царями. Найбільшим із них стало Лазьке царство (Лазика), що займало центральну частину стародавньої Колхіди і поступово посилювало свій вплив серед сусідів. Іншими державаи регіону стали царство макронів і геніохів (Санетія чи Сосанетія), Абазгія і Апсилія. Розміщуючи свої залоги на узбережжі, римляни дозволяли своїм союзникам-лазам опановувати внутрішні райони колишньої Колхіди.
Між I та II століттями лази включили до свого союзу споріднений їм етнос егрів (мегрелів), у внутрішніх областях Колхіди. Розширивши свої кордони до великих родючих районів Колхіди і приєднавши населення з багатими землеробськими традиціями, Лазьке царство значно посилилося. Ймовірно, вже у II ст. лази відтіснили північ апсилів, абазгів, деякі сванські племена. В цей час римські залоги ще стояли у кількох містах і фортецях Лазики, проте римська влада впала внаслідок кризи імперії у III ст.
У середині III ст. Лазика разом з сусідями зазнала потужного вторгнення готів, що розграбували Пітіунт, намагалися захопити Фасіс і сплюндрували Трапезунт. Нова навала готів сталася в 279 року, коли вони висадилися у Фасісі і звідти вдерлися до Понту, спустошивши потім Галатію та Кілікію. Римську присутність у лазських фортах було відновлено в 280-х роках, але через кілька десятиліть Лазика була захоплена боранами.
Починаючи з другої половини IV ст. римські залоги не стояли в прибережних містах і фортецях Лазики. В цей час Римській імперії на сході протистояла Сасанідська держава, який претендувала на панування на Кавказі. Цим скористалися лазькі царі, що стали поступово домогатися незалежності . Формально залишаючись васалом імперії, згідно з Прокопієм Кесарійським, Лазика не сплачувала данину Риму і ні в чому іншому їм не підкорялися; єдиним обов'язком був захист північних кордонів від нашестя кочівників. Зовнішнім виразом залежності лазських царів від римлян, а потім візантійців був лише звичай їх затвердження на троні.

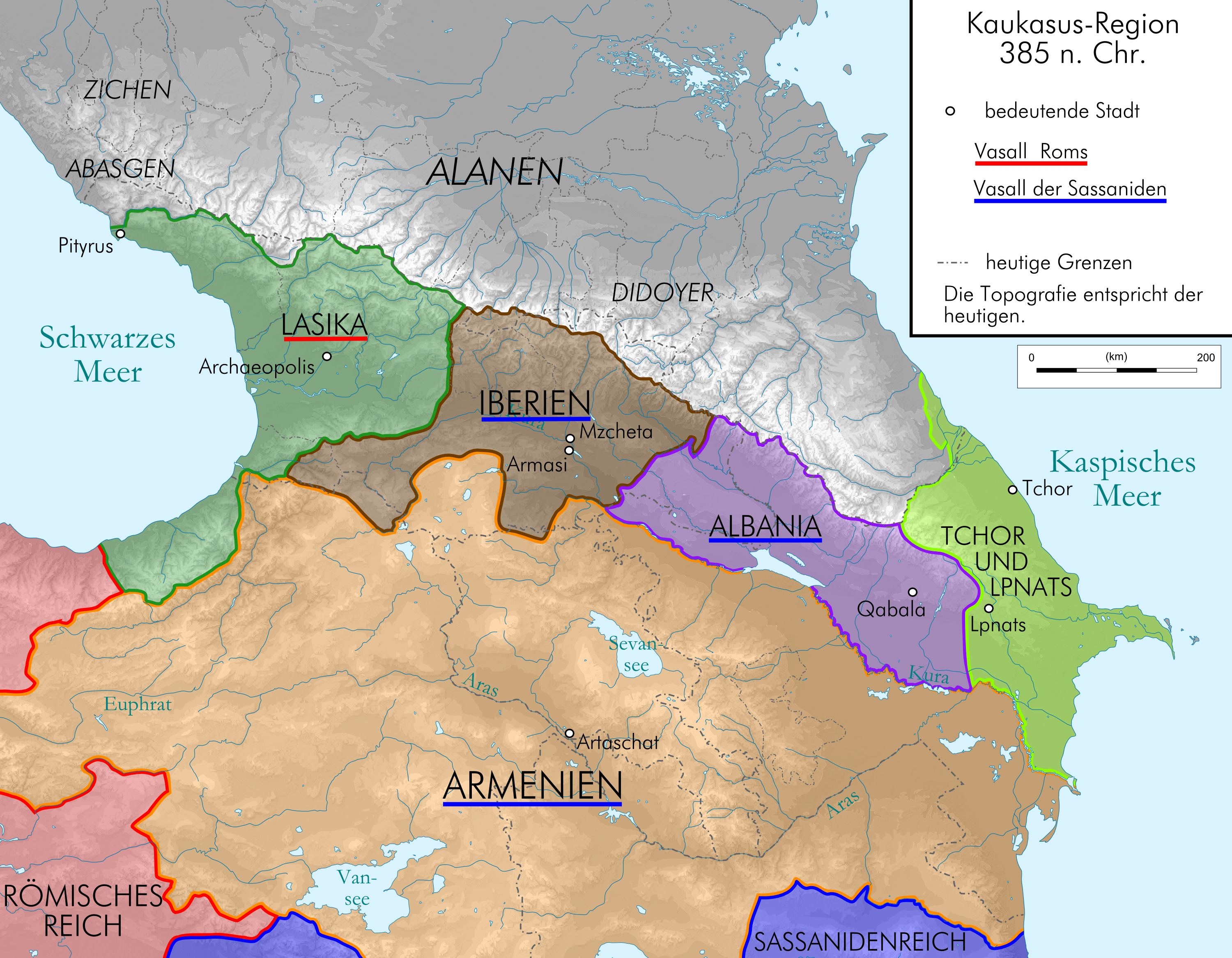
Лазика у 385 році

У другій половині IV ст. Лазика підкорила Апсилію і Абазгію, а наприкінці століття - сванів. Столицю було перенесено до Археополісу, який контролював кавказькі перевали. Між III та IV ст. внаслідок успішніх війн Лазика захопила в Іберії Аргветі та міста Шорапані й Сканда, а також гирла річки Чорох (причорноморської області зидритів). Наприкінці 460-х років відбито спільний напад Іберії та Персії на Лазику.
У V–VI ст. Лазика стала ареною протистояння між Візантією та Сасанідською Персією, кожна з яких прагнула зміцнити контроль над регіоном: заради створення буферної зони, що захищає їхню територію від нападів північних варварських племен і для забезпечення виходу до Чорного моря. У рамках укладеної в 532 році мирної угоди перська сторона визнала суверенітет Візантії над Лазикою. Проте вже в 541 році лазький цар Губаз II, розчарований візантійським втручанням у його справи і незадоволений свавіллям імперської влади, підняв повстання і запросив військову допомогу у сасанідського шахіншаха Хосрова I, почавши тим самим Лазьку війну. У 548 році Губаз II знову змінив союзницьку орієнтацію і звернувся за підтримкою до візантійського імператора Юстиніана I, повставши цього разу проти Персії. В 554 року візантійські воєначальники організували вбивство царя Губаза II на березі річки Хобі. Незважаючи на це знать Лазики вирішила зберегти союзу зі Візантією. Закінчення війни було закріплено мирним договором 562 року, за яким Лазика залишалася під зверхністю Візантії.
Після смерті Цате II Лазика опинилася під безпосереднім управлінням візантійців, які скасували царський титул, ставши затверджувати патрикіїв Лазики. Водночас починається розпад держави — все більше стають самостійними Абазгія та Апсилія. 607 року патрикій Барнук I перейшов на бік Персії, але вже 623 року знову визнав зверхність Візантії. Угодою 628 року між Візантією і Персією Лазика залишилася у сфері впливу першої.
663 року почалася боротьба за владу між родичами Лебарніком і Григором, в якій 665 року перемогу здобув останній. Григор змінив управління Лазикою.
У 697 році патрикій Сергій підняв повстання, звернувшись за підтримкою до Дамаскського халіфату. Ця подія призвела до вторгнення арабських військ до Лазики. Невдовзі арабські залоги були розміщені в столиці Археополіс, а також на стратегічно важливих місцинах, таких як Кодорська ущелина. Для придушення повстання візантійський імператор спробував залучити на свій бік аланів, проте зазнав поразки. Араби залишалися у Лазиці до 711 року.
718 року візантійський імператор Лев III Ісавр відсторонив Сергія від влади, приєднавши землі Лазики до візантійських володінь.

## Територія і населення
Згідно Плінію, лази проживали в Колхідській низовині, а їхня територія доходила на півдні до Аспарунта. За відомостями античних авторів, у II сторіччі Лазика займала територію на північ від гирла річки Чорох, населену лазами (колхами), абазгами, апсилами, сванами та мегрелами.  В часи піднесення територія простягалася від Бзибської ущелини на північному заході і південних відрогів Кавказького хребта на півнчоі до річки Чорох на півдні та від Чорного моря на заході до Ліхського хребта на сході.
Південний кордон протягом історії змінювався: від фортеці Апсаре і Хісіса, потім південніше до мису Віце, з VI ст. — до м.Різей. Південна частина країни була малонаселена і слабо укріплена.

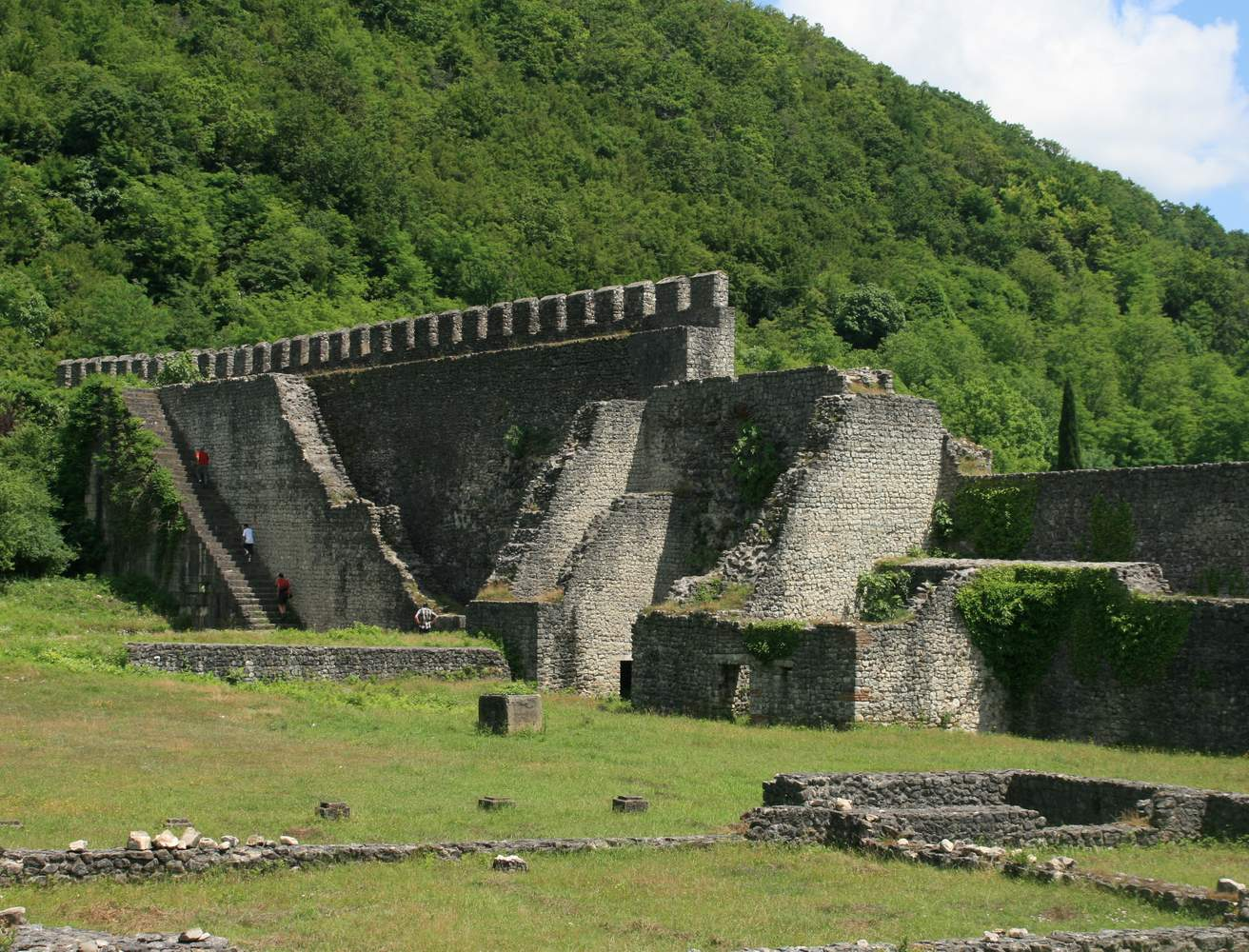
Рештки укріплень Археополіса

Значні міські поселення: столиця Археополіс (сучасне Нокалакеві), Родополіс (сучасне Варциіхе), Вашнарі, Петра (сучасне Ціхісдзірі), Апсар (сучасне Гоніо). З 523 року за панування Цате I державною релігією стає християнство.

## Устрій
На чолі стояв цар, але його влада була обмежена знаттю. Підвладні племена користувалися широкою внутрішньою автономією, але вожді (згодом їх стали титулювати архонтами) затверджувалися царем Лазики. Про підлеглі племена на півдні та сході відомо значно менше; передбачається лише, що низка чанських племен, що жили між Різі та Апсаром, підпорядковувалися в церковному відношенні єпископу Лазики, одержуючи від нього священників.
Також відомо, що на чолі фортець Схімаріс, Скоторіс, Буколус, Суанія, Факурія, Фуста стояв спеціальний архонт, який спочатку призначався царем Лазики, а після втрати царського титулу лазькими володаря — Візантією, яка відправляли в фортеці власні залоги на чолі із комітами.

## Економіка
Землероби переважно вирощували просо, яке слугувало для виготовлення хліба. Лазика була багата на корисні копалени, які активно розроблялися. Добувалася також сіль, але потреби населення перевищували можливості місцевих солеварів.
Значною мірою спиралася морську торгівлю, центром якої був порт Фасіс. Торгівля здійснювалася переважно з Понтом і Боспорським царством, які у період перебували під зверхністю Римської імперії. З Лазики вивозили у значних обсягах шкіру, хутра, миро та іншу сировину, а також рабів. Натомість імпортували сіль, пшеницю, вино, коштовні тканини і зброю.

## Вірування
Християнство почало поширюватися в Лазику вже у I ст., насамперед серед еллінського та еллінізованого населення прибережних міст. У той самий час серед власне лазького населення поширення нової релігії відбувалося повільніше, чому сприяло збереження значних елементів родоплемінного ладу. На початку IV ст. у Пітіунті було засновано християнську єпархії, і її першим відомим єпископом став Стратофіл, який брав участь у Першому Нікейському соборі в 325 році.
Втім лише у 523 році християнство було офіційно визнано державною релігією Лазики. Згодом було засновано Лазьку єпархію Константинопольського патріархату з митрополичою кафедрою у місті Фасіс. У підпорядкуванні митрополії Фасіса знаходилися єпископії в наступних містах: Родополіс, Сайсена, Петра і Зігана.

## Культура
Лазика зазнала культурного впливу Візантії. Більшість церковних написів здійснювалося грецькою мовою. Першими пам'ятниками лапідарної епіграфіки Лазики представлено в церквах з Септієті та Вашнарі, а також руїнах базиліки з Мачхомері. Остання також відбиває візантійських вплив в церковній архітектурі. Це тринефна базиліка, орієнтована на схід. Зведено на стовпах, з нартексом, розмірами 20 × 12 м. Її було багато прикрашено і згодом частково перероблено: південних неф скасовано, побудовано стилобати між північними стовпами, і навіть між центральним нефом та її західним осередком, східні торці бічних нефів було перетворено на мавзолей (на півночі) і соборів пілястри для склепінчастого перекриття і бані, підлога прикрашено мозаїкою в техніці opus sectile (сектильної мозаїки), вівтарна частина, ймовірно, піднята..
Вже у IV ст. тут діяла вища риторична школа, подібна аналогічним навчальним закладам Римської імперії. Тут викладалися граматика, риторика та філософія грецькою мовою, пізніше стали викладати грузинську мову.
Поєднання християнської традиції, еллінської освіти та шлюбів лазської знаті з представниками візантійської аристократії зближало Лазику з культурою Візантії. За свідченнями деяких візантійських авторів, лази досягли такого рівня розвитку, що «майже можна порівняти» з візантійцями за рівнем цивілізаційного розвитку, що пояснюється як політико-культурними зв'язками, так і тривалим процесом еллінізації верхівки.

## Володарі Лазики

### Царі
- Маласа (1-а пол. II ст.)
- Бакур (2-а пол. II ст.)
- Агрос
- Мірдат
- Бакур II (?—456)
- Губаз I (456—465)
- Дамназ (486—521)
- Цате I (521—540)
- Губаз II (540—555)
- Опсіт (541—550)
- Цате II (555—?)

### Патрикії
- Барнук I (591—640)
- Лебарнік (640—663), вперше
- Григор (663—664), вперше
- Лебарнік (664—665), вдруге
- Григор (665—691), вдруге
- Барнук II (675—691/692)
- Сергій (691—718)